# Ruba'um
Ruba'um ('príncep') era un títol emprat pels reis hitites abans de la unificació. Els territoris hitites s'organitzaven en centres regionals que estaven sota la autoritat de governadors o administradors, càrrecs que normalment exercien els fills del rei. Més tard els prínceps eren nomenats governadors dels nous territoris conquerits. Després aquest títol es va canviar a sarrum (šarrum), forma accàdia de 'rei'.
De fet el terme ruba'um va arribar a designar tant a un governant nomenat pel rei, com un vassall local i també simplement al cap d'un poblet.